# 石原水産
石原水産株式会社（いしはらすいさん）は、静岡県焼津市八楠に本社を置く水産加工品メーカー。設立は1964年（昭和39年）10月。商品はカツオ、マグロの加工品が主。CMに猫ひろしが出演している。
代表作は「チーズかつお」「まぐろチーズ」などの個包装のおつまみ・おやつ商品。
他に南まぐろや東沖とろかつおなど、刺身商材も扱っている。